# Paweł Kossakowski
Paweł Kossakowski herbu Ślepowron (zm. po 1606 roku) – sekretarz królewski w 1578 roku.
Poseł mazowiecki na sejm 1578 roku.